# همه بچه‌های ما
همه بچه‌های ما یک مجموعه تلویزیونی محصول سال ۱۳۹۲ به کارگردانی تاجبخش فنائیان، نویسندگی و تهیه‌کنندگی علیرضا سبط احمدی می‌باشد که از شبکه دو پخش شد. این مجموعه در ۲۸ قسمت ۴۰ دقیقه‌ای تهیه شد.

## خلاصه داستان
این مجموعه به موضوع بچه‌های بی‌سرپرست و بدسرپرست می‌پردازد و داستان آن دربارهٔ زندگی زن و شوهر جوانی با نام فرزانه (ستاره اسکندری) و امیر (امیر آقایی) است که فرزند خود را در حادثه‌ای از دست می‌دهند. فرزانه دچار مشکلات روحی متعدد می‌شود و امیر تلاش می‌کند تا به همسرش کمک کند. او بعد از این که دوره بحرانی را می‌گذراند به فکر کمک به کودکان بی‌سرپرست می‌افتد. برخی از این کودکان به‌واسطه ناهنجاری‌ها به سمت زندگی نامناسب سوق پیدا کرده‌اند.

## بازیگران
- انوشیروان ارجمند
- اسماعیل سلطانیان
- زهره حمیدی در نقش مادر فرزانه
- الهام پاوه‌نژاد
- امیر آقایی در نقش امیر
- ثریا قاسمی
- داوود پورحسن
- ستاره اسکندری
- کیانوش گرامی
- مارال فرجاد در نقش اکرم
- محمود عزیزی
- نسرین مقانلو
- مجید زارع زاده
- اردلان شجاع‌کاوه
- محمود جعفری
- نرگس امینی